# BEAM OF LIGHT
『BEAM OF LIGHT』（ビーム オブ ライト）は、2008年5月28日に、日本のロックバンド、ONE OK ROCKがリリースした2枚目のアルバム。

## 概要
前作『ゼイタクビョウ』より約半年でリリースされた。シングルは一曲も含まれておらず、次作の『感情エフェクト』もシングルは一曲も含まれていない。また、初の日本武道館公演では、今作の楽曲は一曲も披露されなかった。

## 収録曲
1. 必然メーカー
作詞：Taka 作曲：Toru/Taka 編曲：ONE OK ROCK/akkin
このアルバムのリードトラックであり、PVも制作されたが、現在も商品化されていない。YouTubeなどでは非公式の動画が投稿されている。
2. Melody Lineの死亡率
作詞：Toru 作曲：Toru/Taka 編曲：ONE OK ROCK/akkin
3. 100%(hundred percent)
作詞：Taka 作曲：Toru/Taka 編曲：ONE OK ROCK/akkin
バンド初の全英語詞の楽曲で、歌詞カードには和訳詞も載っている。
4. Abduction-Interlude
作曲：Alex 編曲：ONE OK ROCK/是永巧一
バンド初のインスト曲。
5. 燦さん星
作詞・作曲：Taka 編曲：ONE OK ROCK/是永巧一
歌詞カードには、英語詞の部分のみ和訳詞が載っている。
6. 光芒
作詞・作曲：Taka 編曲：ONE OK ROCK/是永巧一
7. Crazy Botch
作詞：Taka 作曲：Toru/Alex/Taka 編曲：ONE OK ROCK/是永巧一/Hideki Tanaka
8. Yap
作詞・作曲：Taka 編曲：ONE OK ROCK/akkin

## 演奏
- Taka：Vocals, Backing Vocals (1.2.3.5.6.8)
- Toru：Guitars, Backing Vocals (2.7)
- Alex：Guitars, Backing Vocals (2)
- Ryota：Bass
- Tomoya：Drums, Backing Vocals (7), Drums Sample (4)
- メメ：English Interpretation (3.5)
- Mr. IKEDA：激息 (7)
- 是永巧一：Programming (4)